# (37352) 2001 TW64
2001 TW64 (asteroide 37352) é um asteroide da cintura principal. Possui uma excentricidade de 0.05987410 e uma inclinação de 3.05585º.
Este asteroide foi descoberto no dia 13 de outubro de 2001 por LINEAR em Socorro.